# География Приморского края
Приморский край расположен на юге Дальнего Востока, в юго-восточной части Российской Федерации. На севере граничит с Хабаровским краем, на западе с КНР (с провинциями Гирин и Хэйлунцзян), на юго-западе с КНДР (с городом Насон), с юга и востока омывается Японским морем.
Площадь — 164 673 км², это 0,96 % площади России и 23-й по площади субъект Федерации.
Максимальная протяжённость края (от устья реки Туманная до истоков реки Самарга) около 900 км. Наибольшая ширина (от долины реки Уссури до побережья Японского моря) около 280 км.
Общая протяжённость границ края 3000 км, из них морские около 1500 км.

## Крайние точки
- Самая северная точка края расположена у истока реки Дагды (притока Самарги) — 48°28’ с. ш.
- Южная — в устье реки Туманной (Туманган, Тумыньцзян) на границе с КНДР — 42°18’ с. ш.
- Западная — вблизи истока реки Новгородовка — 130°24’ в. д.
- Восточная — мыс Золотой — 139°02’ в. д[1].

Расстояние между крайними точками равно:
- Северной и южной по меридиану — 900 км.
- Западной и восточной по равноудалённой параллели — 430 км.

## Физико-географические характеристики
Центральную и восточную части края занимают горы Сихотэ-Алинь, на западе расположена восточная окраина Восточно-Маньчжурской горной страны. Между этими горными странами находятся Уссурийская и Приханкайская низменности. Приханкайская низменность простирается от южных границ озера Ханка до Амурского залива, включая бассейн реки Раздольной На равнине расположены города Уссурийск и Спасск-Дальний. Преобладающие высоты 70-80 метров. От северных границ Приханкайской низменности и вплоть до устья реки Большая Уссурка простирается Уссурийская низменность с городами Лесозаводск и Дальнереченск.
Самой высокой вершиной края является гора Аник высотой 1933 м, расположенная на северо-востоке края у границы с Хабаровским краем, самая низкая точка — побережье Японского моря.
Второй по высоте является гора Облачная (1855 м) на юго-востоке Чугуевского района.
Крупные острова: Русский, Путятина, Аскольд, Попова, Рикорда, Рейнеке, Большой Пелис.
Крупный залив — Петра Великого. Берега залива сильно изрезаны и образуют внутренние заливы: Амурский, Уссурийский, Посьета, Стрело́к, Восток. Восточное побережье менее изрезано, из заливов выделяется залив Ольги и залив Владимира.
На юго-западе находится крупное озеро Ханка, по нему проходит граница с Китаем. Крупнейшей рекой края является Уссури, истоки которой находятся на склонах горы Снежная, к северо-востоку от горы Облачная. Бо́льшая часть Уссури протекает по границе Китая и России. Из рек полностью протекающих по территории края крупнейшие Большая Уссурка, Малиновка, Арсеньевка. На севере протекает река Бикин, по большей части — по территории Приморья. Западные склоны Сихотэ-Алинь более пологи, течение рек бассейна Уссури в среднем и нижнем течении медленное, восточные склоны же крутые, и реки, впадающие в Японское море — горные, с быстрым течением.
Многие территории Сихотэ-Алинь труднодоступны, в горах и предгорьях сохранились редкие виды флоры и фауны. Для их охраны создано несколько охраняемых территорий: заповедники, национальный парк Зов Тигра.
Склоны гор и центральная часть покрыты тайгой, на вершинах гор — гольцы и тундра, на юге преобладают смешанные леса (дуб монгольский, клён маньчжурский, берёза), в Приханкайской низменности и Хасанском районе — лесостепь.

## Климат
Климат умеренный, муссонный. Зима сухая и холодная с ясной погодой. Весна продолжительная, прохладная, с частыми колебаниями температуры. Лето тёплое и влажное, на летние месяцы приходится максимум количества осадков, в некоторых районах до 90 % годовых осадков. Осень как правило тёплая, сухая, с ясной погодой. Летом преобладают южные ветра с Тихого океана, а зимой северные, приносящие холодную, но ясную погоду с континентальных районов. Основная особенность — летом обильные осадки и туман. Лето — пора тайфунов, эти тропические циклоны каждый год посещают край, нанося порой огромный ущерб инфраструктуре края и сельскому хозяйству. Средняя температура июля +17…+26 °C. Самое холодное лето в крае — на Восточном побережье Приморья из-за холодного Приморского течения, на побережье Татарского пролива. Самое жаркое на Приханкайской равнине. Абсолютный максимум +41 °C зарегистрирован в Пограничном районе. Средняя температура января от −8 °C до −18 °C на побережье, что в паре со влажностью и ветрами понижает её в 2 раза, а в материковых районах, с более сухим климатом, температура иногда доходит до −38 °C, но ветра более слабые.
Самая тёплая зима на юге Хасанского района и на Восточном побережье, самая холодная — в горных районах центральной и северной части края. Абсолютный минимум −49 °C зарегистрированный в Красноармейском районе у села Глубинное связан с температурной инверсией в межгорной котловине. Самые холодные месяцы: декабрь, январь и февраль. Самые тёплые — июнь, июль и август в континентальных районах; июль, август и сентябрь на побережье. Осадков 600—900 мм в год.
В Приморском крае четыре района: Дальнегорский, Кавалеровский, Ольгинский и Тернейский, а также посёлок городского типа Восток Красноармейского района, сёла Богуславец, Вострецово, Дальний Кут, Измайлиха, Мельничное, Рощино и Таёжное Красноармейского района приравнены к районам Крайнего Севера.

## Растительность
Ниже перечислены несколько систем, в том или ином виде описывающих флору и растительный покров Приморского края. Использованы: флористическое районирование, классификация растительности, биоклиматическое зонирование и классификация ландшафтов вкупе с физико-географическим районированием. Во избежание путаницы необходимо отметить, что природная зона — это альтернативное название ландшафтной зоны.
| Флористическая область | Флористическая провинция | Класс растительности                                          | Основная формация            | Биоклиматическая зона           | Ландшафтная зона / высотный пояс     |
| ---------------------- | ------------------------ | ------------------------------------------------------------- | ---------------------------- | ------------------------------- | ------------------------------------ |
| Восточноазиатская      | Маньчжурская             | Vaccinio-Piceetea (чернично-еловый)                           | Пихтово-еловые леса          | Субальпийский аналог бореальной | Подтаёжная + пояс темнохвойных лесов |
| Восточноазиатская      | Маньчжурская             | Quercetea mongolicae (дуба монгольского)                      | Широколистенно-кедровые леса | Прохладно-умеренная             | Широколиственнолесная                |
| Восточноазиатская      | Маньчжурская             | Querco mongolicae-Betuletea davuricae (дубово-черноберёзовый) | Леса из дуба монгольского    | Прохладно-умеренная             | Широколиственнолесная                |

## Галерея
- Побережье острова Рейнеке
- Побережье Японского моря вблизи села Лидовка
- Якут-Гора близ Дальнегорска
- Дубы на склонах Сихотэ-Алинь осенью
- Река Раздольная вблизи станции Баневурово на Приханкайской низменности
- Водопад Большой Амгинский на северо-востоке Приморья